# M'Zizel
M'Zizel  (in arabo امزيزل‎?) è un centro abitato e comune rurale del Marocco situato nella provincia di Midelt, regione di Drâa-Tafilalet. Conta una popolazione di 7 388 abitanti (censimento 2014).